# Питсбург (Илиноис)
Питсбург (енгл. Pittsburg) град је у америчкој савезној држави Илиноис.

## Демографија
По попису из 2010. године број становника је 572, што је 3 (-0,5%) становника мање него 2000. године.
| Група             | 2000.       | 2010.       |
| Белци             | 563 (97,9%) | 538 (94,1%) |
| Афроамериканци    | 7 (1,2%)    | 0 (0,0%)    |
| Азијати           | 1 (0,2%)    | 3 (0,5%)    |
| Хиспаноамериканци | 1 (0,2%)    | 16 (2,8%)   |
| Укупно            | 575         | 572         |